# Ảnh hưởng của sức khỏe đến trí thông minh
Sức khỏe có thể ảnh hưởng đến trí thông minh theo nhiều cách khác nhau. Ngược lại, trí thông minh cũng có thể ảnh hưởng đến sức khỏe. Tác động sức khỏe đến trí thông minh đã được mô tả là một trong số những yếu tố quan trọng nhất về nguồn gốc của sự khác biệt nhóm người trong điểm kiểm tra IQ và trong những phương pháp đo lường khả năng nhận thức khác. Một số nhân tố có thể góp phần nhiều làm suy giảm nhận thức, đặc biệt xảy ra trong thời kỳ mang thai và thời thơ ấu khi não bộ đang còn phát triển và hàng rào máu não của trẻ thì lại kém hiệu quả.
Các quốc gia phát triển đã triển khai thực hiện một số chính sách y tế liên quan đến chất dinh dưỡng và độc tố có ảnh hưởng đến chức năng nhận thức. Bao gồm những luật yêu cầu làm giàu một số sản phẩm thực phẩm và luật thiết lập ngưỡng an toàn chất gây ô nhiễm (ví dụ: chì, thủy ngân và clo hữu cơ). Đề xuất các chính sách toàn diện nhằm hướng đến mục tiêu giảm bớt tình trạng suy giảm nhận thức ở trẻ em.
Những cải thiện về dinh dưỡng (thường là các vi chất dinh dưỡng cụ thể) được tiến hành do sự thay đổi trong những chính sách công liên quan đến việc tăng IQ ở nhiều quốc gia (như một phần của hiệu ứng Flynn nói chung), như nỗ lực chống thiếu iod tại Hoa Kỳ.